# Фабр, Александр Яковлевич
Александр Яковлевич Фабр (16 ноября 1782 — 4 августа 1844) — российский генерал-майор Корпуса инженеров путей сообщения.

## Биография
Француз по происхождению, родился в Варском департаменте в Провансе 5 (16) ноября 1782 года и был старшим из шести человек детей у отца своего Якова Фабра, доктора медицины и хирургии. Отец Александра Яковлевича с раннего возраста занялся воспитанием своего сына, мечтая видеть его инженером, так как родной брат его, Карл Фабр, занимал в то время, как инженер, важный пост. После обучения на родине в разных школах, Фабр во время революции лишился отца и вышеупомянутый дядя его продолжал руководить занятиями своего племянника до 1801 года, то есть до поступления его в Политехническую школу в Париже. Пройдя в этой школе два курса, по математике и по черчению, Фабр был переведён в Национальную школу мостов и дорог. Окончив её в 1805 году с отличием и званием кандидата, он был назначен в распоряжение генерал-инспектора путей сообщения.
После целого ряда удачно исполненных поручений и проектов, в 1810 году Александр Фабр состоял уже в должности ординарного инженера. После встречи императоров Александра I и Наполеона в Эрфурте в 1809 году, Высочайшим указом от 18 июля 1810 года он был принят в русскую службу, в Корпус инженеров путей сообщения, с чином подполковника и с производством ему двойного жалованья против того, которое он получал во Франции.
По прибытии в Россию, Фабр был назначен в только что основанный Институт Корпуса инженеров путей сообщения профессором прикладной математики, с причислением в резерв Корпуса инженеров путей сообщения. В сентябре 1811 года он был назначен состоять при Санкт-Петербургском генерал-губернаторе для устройства каналов, с сохранением должности в Институте.
В 1812 году, во время военных действий с французами, он был удалён на жительство сперва в Ярославль, затем в Пошехонье и наконец в Иркутск, с производством ему одного лишь штатного жалованья. Вследствие особого ходатайства высшего иркутского начальства, ввиду крайне бедственного материального положения Фабра, последовал Высочайший указ о назначении ему вновь двойного оклада.
В 1815 году, Фабр был возвращён в Санкт-Петербург и вступил в русское подданство; в этом же году он был командирован в IV округ путей сообщения и затем поступил туда на службу для составления проектов по устройству Таганрогского и Мариупольского портов, а также для съёмки и нивелировки реки Маныча.
В середине 1810-х был членом петербургской масонской ложи «Соединенных друзей».
В 1818 году командирован в Москву для поднятия 4-х колоколов на колокольню Ивана Великого и в этом же году назначен на штатную должность помощника директора работ военных поселений, с назначением в I округ путей сообщения, в Новгородскую губернию.
Произведён в генерал-майоры 1 марта 1820 года. В 1827 году назначен присутствовать в Совете Главного Штаба Его Императорского Величества по военным поселениям. 21 апреля 1831 года переведён в корпус инженеров военных поселений, но, вследствие болезни, приказом от 26 февраля 1833 года уволен от службы.
Кавалер ордена Почётного легиона и ордена Св. Анны 2-й степени.
Скончался на родине в 1844 году.